# Acido nonadecilico
L'acido nonadecilico o nonadecanoico è un acido grasso saturo composto da 19 atomi di carbonio, notazione delta: 19:0 e formula di struttura: CH3-(CH2)17-COOH.

## Descrizione
Come la maggior parte degli acidi grassi lineari con un numero dispari di atomi carbonio, l'acido nonadecanoico si presenta raramente in natura.
È stato inizialmente isolato nel grasso della capsula renale dei bovini per poi essere rilevato come metabolita in batteri , alghe e funghi.
Varie analisi, con scarse conferme, lo hanno rilevato negli oli vegetali di Abies alba (≈4,9%), Brassica rapa L. (≈3,2%), Pinus koraiensis (≈2,6%) e negli oli vegetali di altre piante a concentrazioni tipicamente inferiori allo 2%.
È anche usato da alcuni insetti come un feromone.
È stato dimostrato che inibisce la proliferazione delle cellule tumorali HL-60 con un valore IC 50 di 68 μM.
L'acido nonadecanoico è un intermedio nella biodegradazione del eicosano, da cui può essere prodotto ossidandolo con permanganato di potassio.